# هانس همبرغر
هانس همبرغر (بالألمانية: Hans Hamburger)‏ هو رياضياتي ألماني، ولد في 5 أغسطس 1889 في برلين في ألمانيا، وتوفي في 14 أغسطس 1956 في كولونيا في ألمانيا.